# 棋盘花
棋盘花（学名：Zigadenus sibiricus），为百合科棋盘花属下的一个植物种。